# Rathaus (Eisenach)

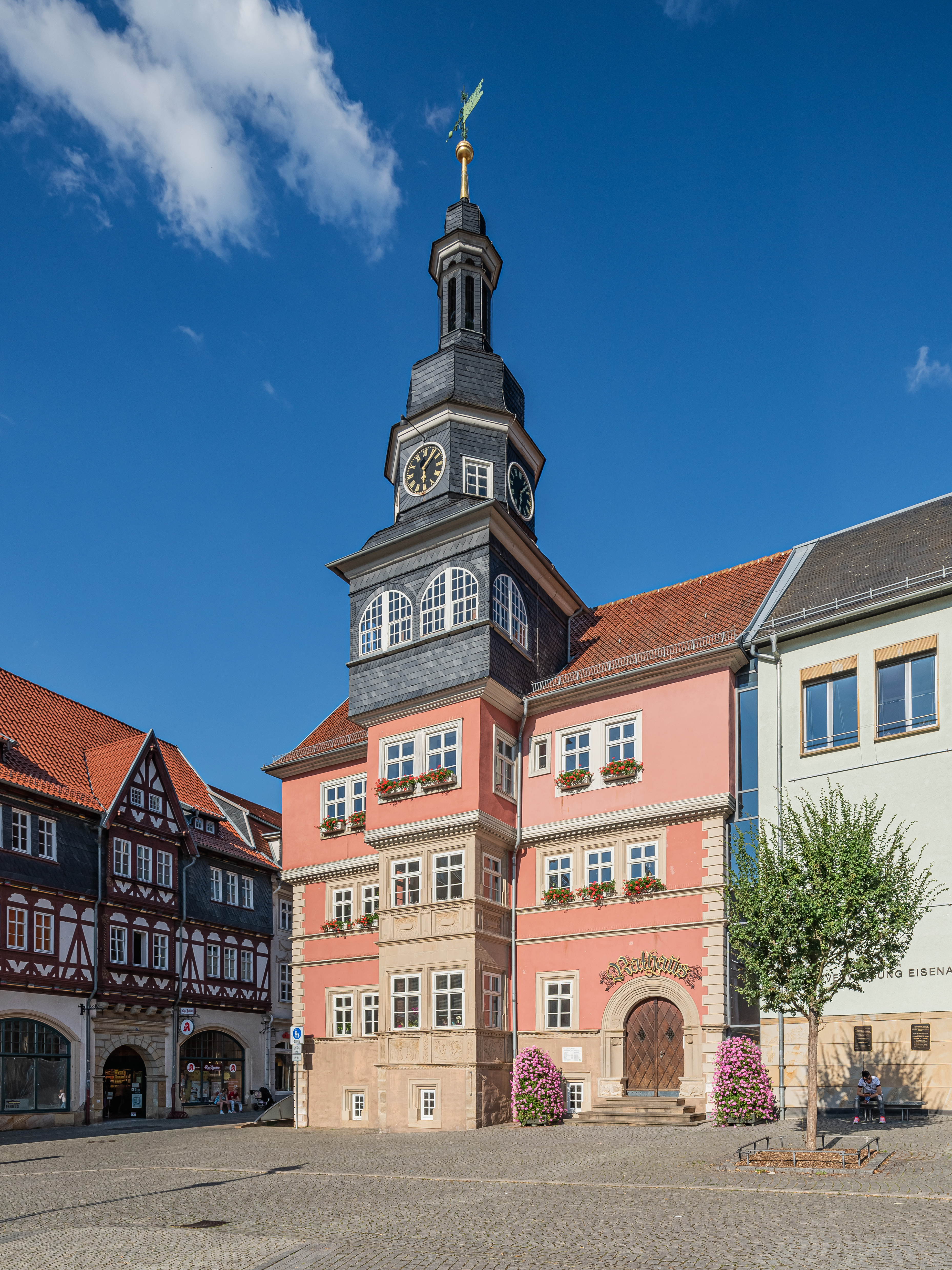
Das alte Rathaus

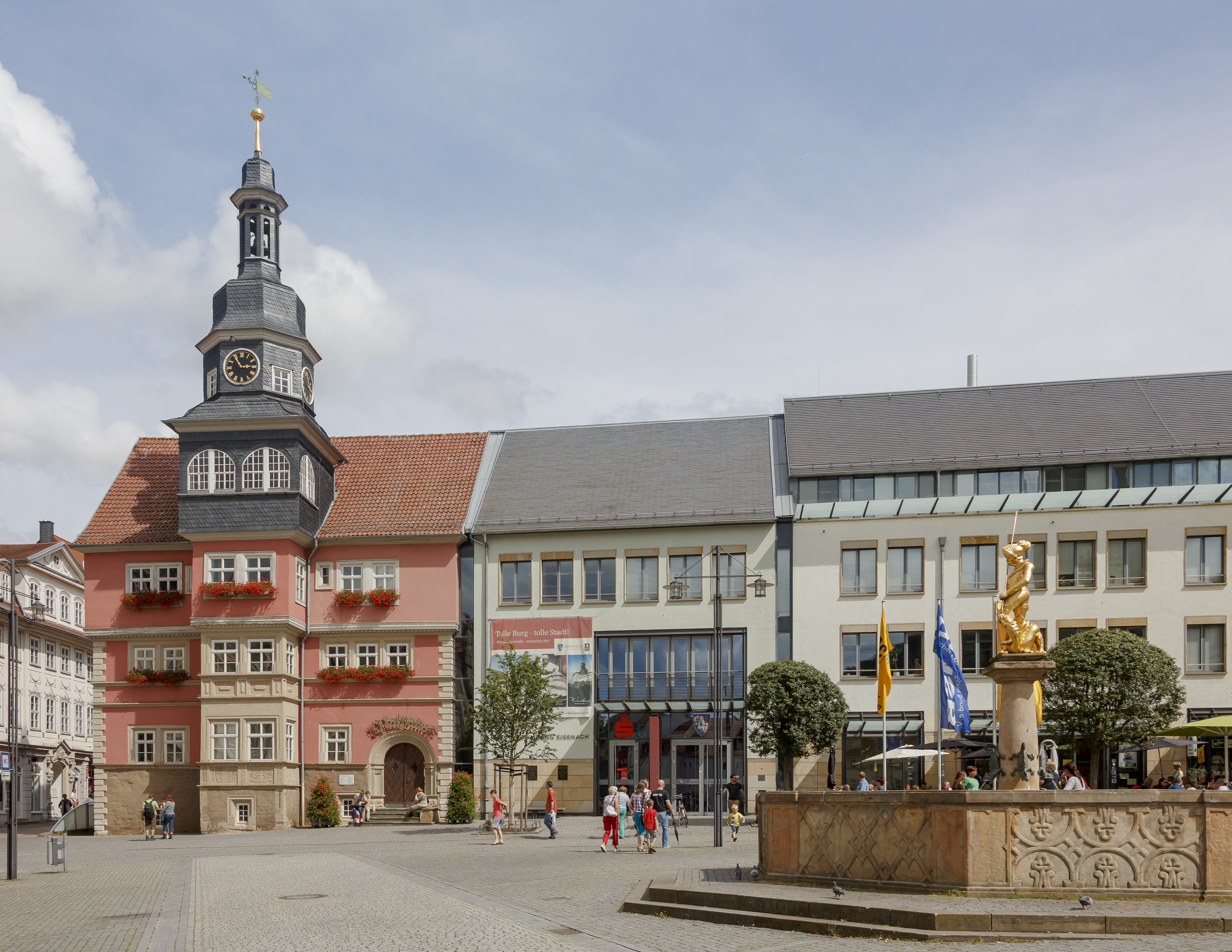
Der Rathauskomplex im Jahr 2014

Das Rathaus der Stadt Eisenach ist ein denkmalgeschütztes Gebäude in Eisenach, Thüringen. Es dient seit Ende des 16. Jahrhunderts als Sitz der Stadtverwaltung und des (Ober-)Bürgermeisters der Stadt Eisenach.

## Lage
Das Rathaus befindet sich im Stadtzentrum von Eisenach auf der Ostseite des Marktes am Eingang der Karlstraße unmittelbar neben dem Eisenacher Stadtschloss und dem Gebäude der Ratsapotheke.

## Gebäude

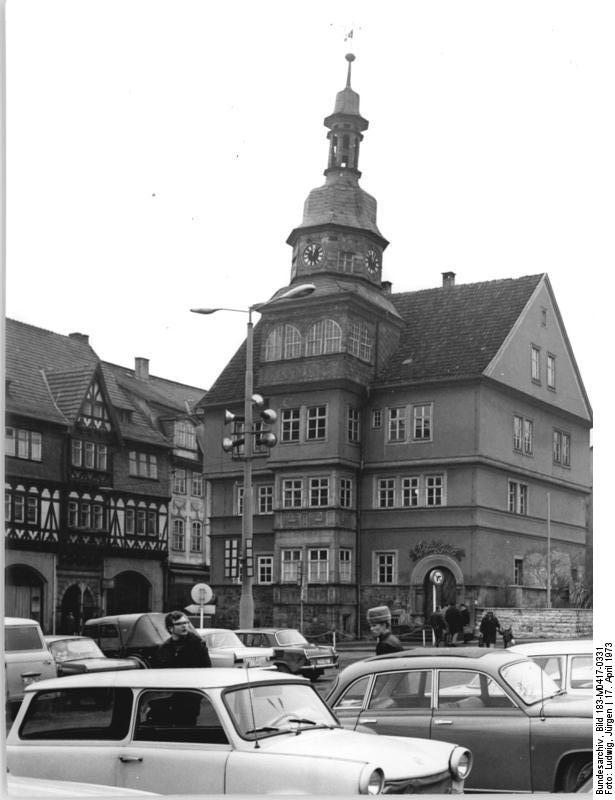
Das freistehende Rathaus im Jahr 1973

Das Gebäude des Rathauses wurde 1508 im Renaissancestil errichtet und diente zunächst als städtischer Weinkeller. Nachdem die Stadt ihr 1484 an der Nordseite der Georgenkirche errichtetes Rathaus an den Herzog Johann Ernst von Sachsen-Eisenach abtreten musste, wurde das Rathaus 1596 in das heutige Gebäude verlegt. 1636 wurde das neue Rathaus durch einen Stadtbrand erheblich zerstört und bis 1641 wiederaufgebaut; hierbei erhielt es 1638 seinen charakteristischen Treppenturm. 1812 wurde die nebenan liegende Ratswaage baulich mit dem Rathaus verbunden. 1924 erfolgte eine Sanierung und farbliche Neugestaltung der Fassade. Am 9. Februar 1945 wurde das Rathaus durch einen Bombenangriff schwer beschädigt und teilweise zerstört. Infolgedessen wurde beim 1946 begonnenen Wiederaufbau der südliche Gebäudeteil, die ehemalige Ratswaage, abgetragen und an der nun freien Süd- und Ostseite des Rathauses ein Rathausgarten mit einer auch als Tribüne nutzbaren Treppenanlage angelegt. Die Um- und Wiederaufbauarbeiten und die Gestaltung des Rathausumfeldes wurden 1949 abgeschlossen.
1967 erfolgte eine erneute Fassadensanierung, bei der das Rathaus den noch heute vorhandenen roten Farbanstrich erhielt. Ab 1993 erfolgte eine grundhafte Sanierung des inzwischen einsturzgefährdeten Gebäudes. 1994 wurde der wegen Baufälligkeit schiefstehende Rathausturm abgenommen und restauriert. 1996 wurde das südliche und östliche Rathausumfeld mit einem Gebäudekomplex bebaut, welcher das historische Rathaus integriert und den Stadtverwaltung und Wartburg-Sparkasse gemeinsam nutzen.